# 平賀秀明
平賀 秀明（ひらが ひであき、1956年 - ）は、日本の翻訳家。

## 人物
早稲田大学卒業後、中国通信社、共同通信社勤務を経て翻訳家。

## 著書

### 翻訳
- B・ヘイグ『キングメーカー』『反米同盟』『極秘制裁』
- J・フィンダー『解雇通告』（以上、新潮文庫）
- E・トーマス『レイテ沖海戦1944』
- L・ライト『倒壊する巨塔』
- A・ビーヴァー『ノルマンディー上陸作戦1944』『第二次世界大戦1939-45』
- D・E・ホフマン『死神の報復』
- C・ネルソン『パール・ハーバー』（以上、白水社）
- ローレンス・ライト『倒壊する巨塔 <上><下> ― アルカイダと「9.11」への道』白水社、2009年

他、多数。